# Rivière Caupichigau
Rivière Caupichigau är ett vattendrag i Kanada.   Det ligger i provinsen Québec, i den östra delen av landet, 500 km norr om huvudstaden Ottawa.
Trakten runt Rivière Caupichigau är nära nog obefolkad, med mindre än två invånare per kvadratkilometer.